# Дзлиевы
Дзли́евы (осет. Дзлиатæ) — осетинская фамилия.

## Происхождение
Корни фамилии Дзлиевых начинаются в селении Хидикус Куртатинского ущелья. Предком рода по преданию был один из сыновей Цмыти, по имени Дадаг. От первой жены у него было пятеро сыновей: Торчын, Гуш, Дзылы, Баша и Цара. От второй жены четверо: Милдзых, Калман, Царит и Габыш. Впоследствии от имен сыновей и произошли фамилии: Торчиновых, Гусовых, Дзлиевых, Басаевых, Цараевых, Мильдзиховых, Калмановых, Царитовых и Габисовых.

## История
Из-за скудости пахотных земель, пастбищ и сенокосов, Дзылы первым решил испытать свое счастье на равнине. Он со своим младшим братом Баша и тремя сыновьями: Алагом, Ахсаром и Кудзи, взяв свои скудные пожитки, которые им достались после раздела отцовского имущества между девятью братьями, вышли через Куртатинское ущелье в сторону равнины. На какое-то время они обосновались на берегу реки Гизельдон и начали там обустраиваться.
Каждое утро мимо их жилья проходили две сестры-близняшки. Волею судьбы Алаг и Ахсар влюбились в сестёр и похитили их, так как на калым у них не было средств. После похищения дальше жить в этом селе не было возможным. Дзылы со своими сыновьями направился в Дзауджикау, а Баша со своей семьей вернулся в Цмити.
Через некоторое время Дзылы с Ахсаром и его женой направились через Дарьяльское ущелье на юг. Не доходя до крестового перевала насколько верст, они обосновались у входа в Трусовское ущелье в двух верстах от селения Коби, на краю живописной равнины "Къобы фаз", где впоследствии выросло небольшое село Ногкау. Позже Алаг со своей женой и братом Кудзи переехали жить в селение Ольгинское и так же как и остальные сыновья Дзылы приняли фамилию Дзлиевых.

## Генеалогия
Родственными фамилиями (осет. æрвадæлтæ) для Дзлиевых являются — Басаевы, Гудиевы, Гусовы, Торчиновы, Шотаевы.
Генетическая генеалогия
445350, N110401 — Dzliev — G2a1a1a1b1a2 (DYS438=9, DYS391=9, DYS455=12, DYS437=15, DYS607=14, DYS576=17)

## Известные носители
- Альбина Измаиловна Дзлиева — начальник отдела качества образования министерства образования и науки Северной Осетии.
- Сослан Владимирович Дзлиев — доктор технических наук, профессор государственного электротехнического университета «ЛЭТИ».[3]